# Susan Boyle
Susan Boyle, škotska pevka, * 1. april 1961, Blackburn, West Lothian, Škotska, Združeno kraljestvo.
Susan Boyle dela kot prostovoljka v cerkvi Naše Gospe Lurške v svoji vasi in poje v cerkvenem zboru. Svetovno znana je postala, ko se je 11.aprila 2009 udeležila avdicije za nastop v tretji sezoni britanskega tekmovanja Britain's Got Talent. Občinstvo je bilo sprva do njenega preprostega videza porogljivo, vendar je presenetila vse s svojo izvedbo skladbe »I dreamed a dream« iz mjuzikla Les Misérables. Od vseh treh žirantov je dobila znameniti YES, ki je pomenil uvrstitev v nadaljnji del tekmovanja.
Članki o njej so se pojavili v časopisih po vsem svetu, medtem pa je število ogledov posnetka njenega nastopa na strani YouTube strmo raslo. V enem tednu po nastopu je YouTube zabeležil več kot 350 milijonov ogledov.
23. Novembra je izdala svoj prvi album z naslovom I dreamed a dream, za katerega se napoveduje rekordna prodaja leta. V finalu Britain's Got Talent 30. maja 2009 se je uvrstila na drugo mesto.